# Araripichthys
Araripichthys ist eine ausgestorbene Knochenfischgattung aus der Kreidezeit. Fossilien der Gattung wurden in Marokko, Mexiko, Venezuela und Brasilien gefunden.

## Merkmale
Araripichthys hatte einen hochrückigen, seitlich abgeflachten Körper mit je einer langen Rücken- und Afterflosse. Die Afterflosse war teilweise beschuppt. Die Brustflossen saßen sehr tief am Körper, Bauchflossen und ein Bauchflossenskelett fehlen. Die Schwanzflosse war gegabelt. Der Kopf war breit, die Augen groß. Das mäßig tiefe Maul war zahnlos, die Prämaxillare war weit vorstreckbar (protraktil) und bildete den Rand des Oberkiefers. Ob die Flossen der Gattung Hartstrahlen hatten, ist umstritten.

## Systematik
Die systematische Stellung von Araripichthys ist unsicherer. Unter anderem wurde eine basale Stellung innerhalb der Teleostei, eine Verwandtschaft mit den Schleimkopfartigen (Beryciformes), den Stachelflossern (Acanthopterygii) und den Glanzfischartigen (Lampriformes) angenommen.